# Tramwaje w Atlixco
Tramwaje w Atlixco − zlikwidowany system komunikacji tramwajowej w meksykańskim mieście Atlixco.

## Historia
Pierwsze tramwaje w Atlixco uruchomiono w 1898. Linia tramwaju konnego o długości 8 km zaczynała się przy dworcu kolejowym, następnie prowadziła przez wieś Gamboa, a kończyła się w pobliżu Metepec. Linię zlikwidowano w II połowie lat 40. XX wieku. Operatorem była spółka Ferrocarril Urbano de Atlixco.